# Liste der österreichischen Gesandten in Württemberg
Dies ist eine Liste der österreichischen Gesandten im Königreich Württemberg.

## Gesandte
1804: Aufnahme diplomatischer Beziehungen am 3. Juni
- 1804–1805: Franz Alban von Schraut (1745–1825)
- 1805–1806: vakant
- 1806–1807: Karl Eduard von Hrubý (1778–1838)
- 1807–1809: Heinrich von Crumpipen (1738–1811)
- 1809–1810: vakant
- 1810–1811: Heinrich von Crumpipen (1738–1811)
- 1811–1812: Philipp von Neumann (1781–1851), Gt
- 1812–1813: Franz Binder von Krieglstein  (1774–1855)
- 1814–1815: vakant
- 1815–1818: Rudolf von Lützow
- 1818–1820: Franz Joseph Ferdinand von Trauttmansdorff-Weinsberg (1788–1870)
- 1820–1823: Georg von Thurn und Valsassina (1788–1866)
- 1823–1825: vakant
- 1825–1837: Eduard von Schönburg-Hartenstein (1787–1872)
- 1837–1844: Karl Ferdinand von Buol-Schauenstein (1797–1865)

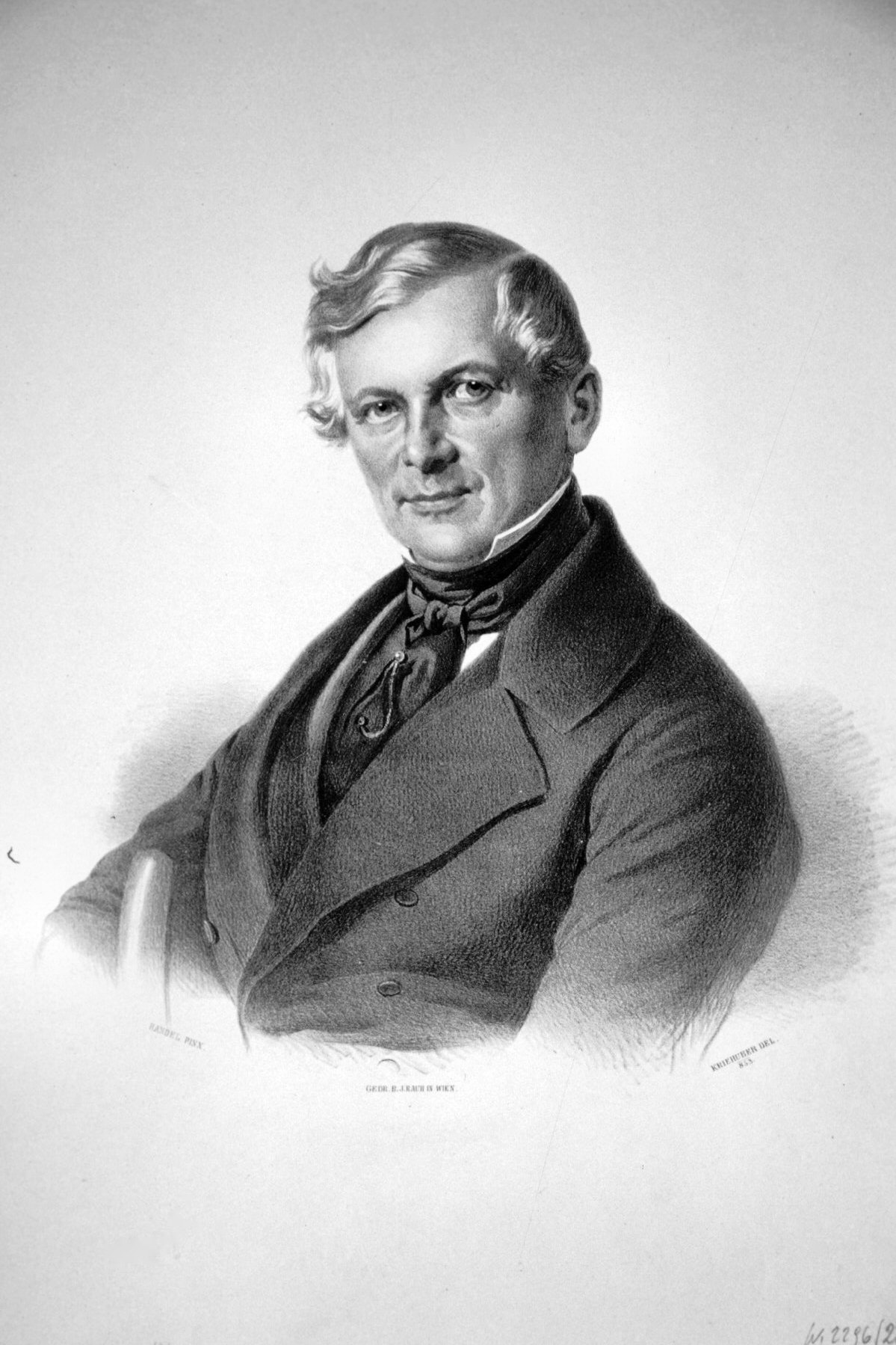
Joseph von Ugarte (1804–1862)

- 1844–1848: Joseph von Ugarte (1804–1862)
- 1848–1866: Maximilian Josef von Handel (1809–1885)
- 1866–1869: Boguslaw Chotek von Chotkow (1829–1896)
- 1869–1872: Otto Wilhelm von Walterskirchen (1833–1912)
- 1872–1879: Karl von Pfusterschmid-Hardtenstein (1826–1904)
- 1879–1884: Nikolaus von Pottenburg (1822–1884)
- 1884–1888: Nikolaus von Wrede (1837–1909)
- 1888–1889: Gabriel von Herbert-Rathkeal (1832–1889)
- 1889–1894: Alexander Okolicsányi von Okolicsna (1838–1905)
- 1894–1896: Theodor von Zichy (1847–1927)
- 1896–1897: Stephan Burián (1852–1922)
- 1897–1899: Siegfried von Clary-Aldringen (1848–1929)
- 1899–1907: Alfons Ludwig von Pereira-Arnstein (1845–1931)
- 1907–1909: Ludwig von Callenberg (1866–1945)
- 1909–1916: Thaddäus von Bolesta-Koziebrodzki (1860–1916)
- 1916–1918: Albert Nemes von Hidvég und Oltszem (1866–1940)
- 1918–1919: vakant

1919: Auflösung der Gesandtschaft am 28. Februar